# Шелег Сергій Іванович
Сергій Іванович Шелег (24 травня 1990, Мінськ, СРСР) — білоруський хокеїст, захисник. Виступає за «Берестя» в білоруській Екстралізі.
Хокеєм займається з 1997 року, перший тренер — Володимир Заблоцький. Виступав за «Юніор» (Мінськ), «Садбері Вулвз» (ОХЛ), «Юність» (Мінськ), «Динамо» (Мінськ), «Шахтар» (Солігорськ) та «Динамо-Молодечно».
У складі молодіжної збірної Білорусі учасник чемпіонатів світу 2008 (дивізіон I), 2009 (дивізіон I) і 2010 (дивізіон I). У складі юніорської збірної Білорусі учасник чемпіонатів світу 2007 (дивізіон I) і 2008.
Досягнення
- Чемпіон Білорусі (2010, 2011)
- Володар Кубка Білорусі (2009).
- Володар Континентального кубка (2011)